# 93 Pułk Tankowania Powietrznego (Francja)
93 pułk tankowania powietrznego (fr. 93e Escadre de Ravitaillement en Vol, ERV 93) – oddział lotniczy strategicznych sił nuklearnych  francuskich Sił Zbrojnych.
Został sformowany 1 lipca 1976 roku podczas reorganizacji francuskiego lotnictwa strategicznego na bazie 93 pułku lotnictwa bombowego. Zapewniał przede wszystkim tankowanie w powietrzu dla bombowców strategicznych Dassault Mirage IV.

## Struktura organizacyjna
W latach 80. XX w.
- dowództwo – Istres
- 1 eskadra tankowania powietrznego – Istres
- 2 eskadra tankowania powietrznego – Avord
- 3 eskadra tankowania powietrznego – Mont-de-Marsan

Pułk na wyposażeniu posiadał 12 samolotów C-135F.